# Mary Tyler Moore (Fernsehserie)
Mary Tyler Moore (früher: Oh Mary; Originaltitel: The Mary Tyler Moore Show) ist eine US-amerikanische Sitcom von James L. Brooks und Allan Burns, die von 1970 bis 1977 auf CBS ausgestrahlt wurde. Im Mittelpunkt der Serie steht Mary Richards (Mary Tyler Moore), die als Produzentin (entspricht dem deutschen Chef vom Dienst) der täglichen Nachrichtensendung des lokalen Fernsehsenders WJM in Minneapolis, Minnesota arbeitet.
In Deutschland lief die Erstausstrahlung der ersten 110 Folgen ab 13. August 1974 im Vorabendprogramm des damaligen Deutschen Fernsehens (heute Das Erste) unter dem Titel Oh Mary. Ab 13. Oktober 1998 zeigte RTL unter dem Titel Mary Tyler Moore im Nachtprogramm eine neue Synchronisation der Serie sowie ab 29. März 1999 die restlichen 58 Folgen in deutscher Erstausstrahlung.

## Bedeutung
Mary Tyler Moore unterschied sich in mehrerer Hinsicht von Sitcoms der Jahre davor:
- Sie zeigte ein anderes Frauenbild. Mary ist eine unverheiratete, arbeitende Frau, deren Leben nicht darauf ausgerichtet ist, einen Mann zu finden. Sie hat immer wieder Verabredungen (und eine sexuelle Beziehung zu einigen der entsprechenden Männer, ebenfalls ein Novum in Sitcoms). Ihre „Familie“ findet sie im Rahmen ihrer Arbeit.
- Die Serie verabschiedete sich vom in Sitcoms vorherrschenden „Plot driven“-Erzählstil, innerhalb dessen die Figuren unverändert blieben und wandte sich einem „Character driven“-Erzählstil zu, der zuließ, dass sich die Figuren weiterentwickelten und Veränderungen durchmachten (zum Beispiel in Form von Scheidungen oder Hochzeiten).
- Mary Tyler Moore war auch die erste US-amerikanische Sitcom, die die Geschichte der Figuren zu einem Abschluss brachte, hier, indem sämtliche Angestellte der Redaktion (außer dem im Laufe der Sendung durchgängig als nutzlosen Dummkopf dargestellten Nachrichtensprecher Ted Baxter) von der Leitung des Senders entlassen werden. Die Serie endet mit Mary, die im Nachrichtenstudio das Licht ausschaltet.
- Die Serie gilt neben den beiden Sitcoms All in the Family und M*A*S*H zu einem neuen, das US-Fernsehen revolutionierendem Konzept, in dem die neuen Strömungen in der Bevölkerung aufgenommen wurden. Beschäftigte sich M*A*S*H mit der Antikriegsstimmung im Land und All in the Family mit dem neuen Familienbild, zeigte Mary Tyler Moore ein neues Frauenbild, in der die Frauen selbstbewusst ihren Platz in der Gesellschaft suchen und nicht mehr auf den Haushalt und die Familie festgelegt sind. So wundert es nicht, dass Mary Richards nie heiratete – auch wenn es zu Beginn der Serie noch ihr angestrebtes Ziel war –, keine Kinder bekam, jedoch nichteheliche Beziehungen hatte.

## Besetzung und Synchronisation
Die erste Synchronfassung entstand bei Deutsche Synchron-Filmgesellschaft in Berlin unter Michael Richter. Für die zweite Synchronfassung wurde Hermes Synchron in Potsdam mit der Synchronisation beauftragt. Dabei hatte Hans-Jürgen Wolf das Sagen.
| Schauspieler     | Rolle                           | Synchronsprecher    | Synchronsprecher     |
| Schauspieler     | Rolle                           | 1. Synchro          | 2. Synchro           |
| ---------------- | ------------------------------- | ------------------- | -------------------- |
| Mary Tyler Moore | Mary Richards                   |                     | Heidrun Bartholomäus |
| Ed Asner         | Lou Grant                       | Heinz Theo Branding | Helmut Krauss        |
| Cloris Leachman  | Phyllis Lindstrom (Staffel 1–5) | Ursula Herwig       | Daniela Hoffmann     |
| Gavin MacLeod    | Murray Slaughter                |                     | Michael Pan          |
| Betty White      | Sue Ann Nivens                  |                     | Rita Engelmann       |
| Ted Knight       | Ted Baxter                      |                     | Lothar Blumhagen     |
| Valerie Harper   | Rhoda Morgenstern (Staffel 1–4) |                     | Christin Marquitan   |
| Georgia Engel    | Georgette Franklin/Baxter       |                     | Katharina Gräfe      |

## Ableger
Aus Mary Tyler Moore gingen mehrere Ableger hervor:
- Rhoda (Sitcom, 1974–1978)
- Phyllis (Sitcom, 1975–1977)
- Lou Grant (Drama, 1977–1982)
- Carlton Your Doorman (Fernsehfilm, 1980; Ableger von Rhoda)
- Mary und Rhoda (Fernsehfilm, 2000)
- The Betty White Show (1977–1978)